# Knuckey Peaks
Knuckey Peaks är en bergstopp i Antarktis. Den ligger i Östantarktis. Australien gör anspråk på området. Toppen på Knuckey Peaks är 1 802 meter över havet.
Terrängen runt Knuckey Peaks är lite kuperad. Trakten är obefolkad. Det finns inga samhällen i närheten.